# Carlos Rosel
Carlos Iván Rosel Bermont (sinh ngày 31 tháng 8 năm 1995 ở Mérida, Yucatán) là một cầu thủ bóng đá người México hiện tại thi đấu cho Alebrijes de Oaxaca theo dạng cho mượn từ Club América.

## Danh hiệu
América
- CONCACAF Champions League: 2015–16